# Los últimos golpes de «El Torete»
Perros callejeros III: Los últimos golpes de «El Torete» (1980) és una pel·lícula dirigida per José Antonio de la Loma i protagonitzada per El Torete. Forma part del gènere cinematogràfic conegut com a cinema quinqui i és la tercera part de la trilogia Perros callejeros.

## Sinopsi
El Torete i El Vaquilla (Bernard Seray) són dos delinqüents juvenils amb nombrosos antecedents penals que coincideixen en el robatori del mateix banc, decidint-se ser companys a partir de llavors.

## Doblatge
La pel·lícula no va ser exhibida amb les veus originals dels intèrprets, que van ser doblats per actors professionals com Joan Pera (el Vaquilla).